# Projekt Slussen

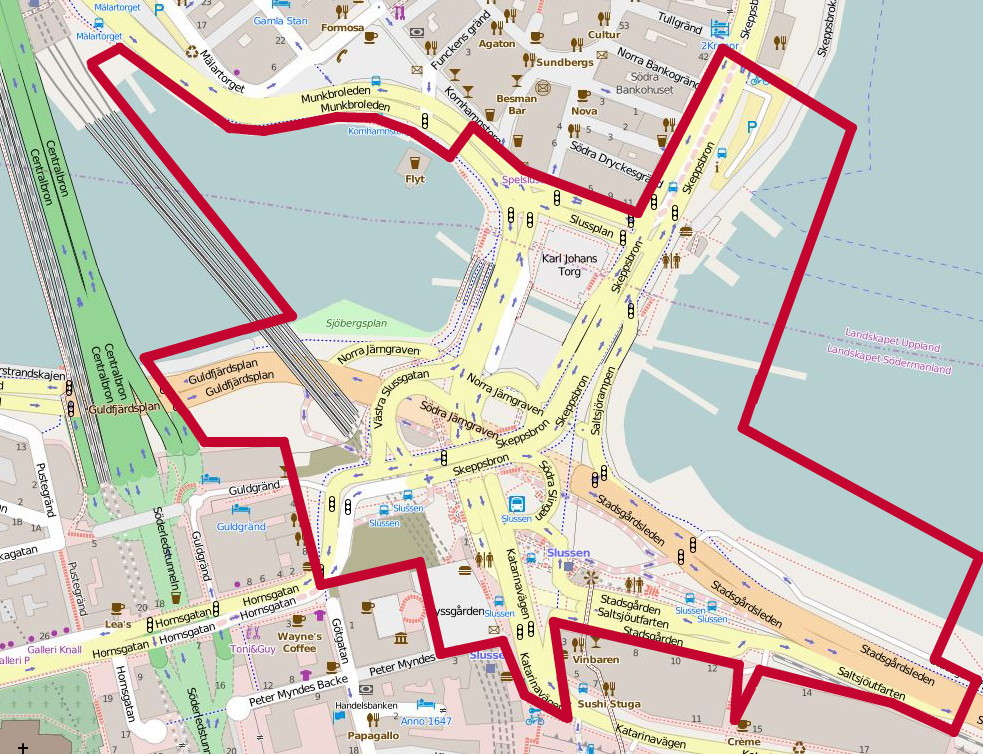
Plangränserna för nya Slussen med Slussenområdet innan byggstarten enligt Stockholms stadsbyggnadskontor. Planområdet för den nya bussterminalen visas inte men ligger direkt sydost om de markerade gränserna.

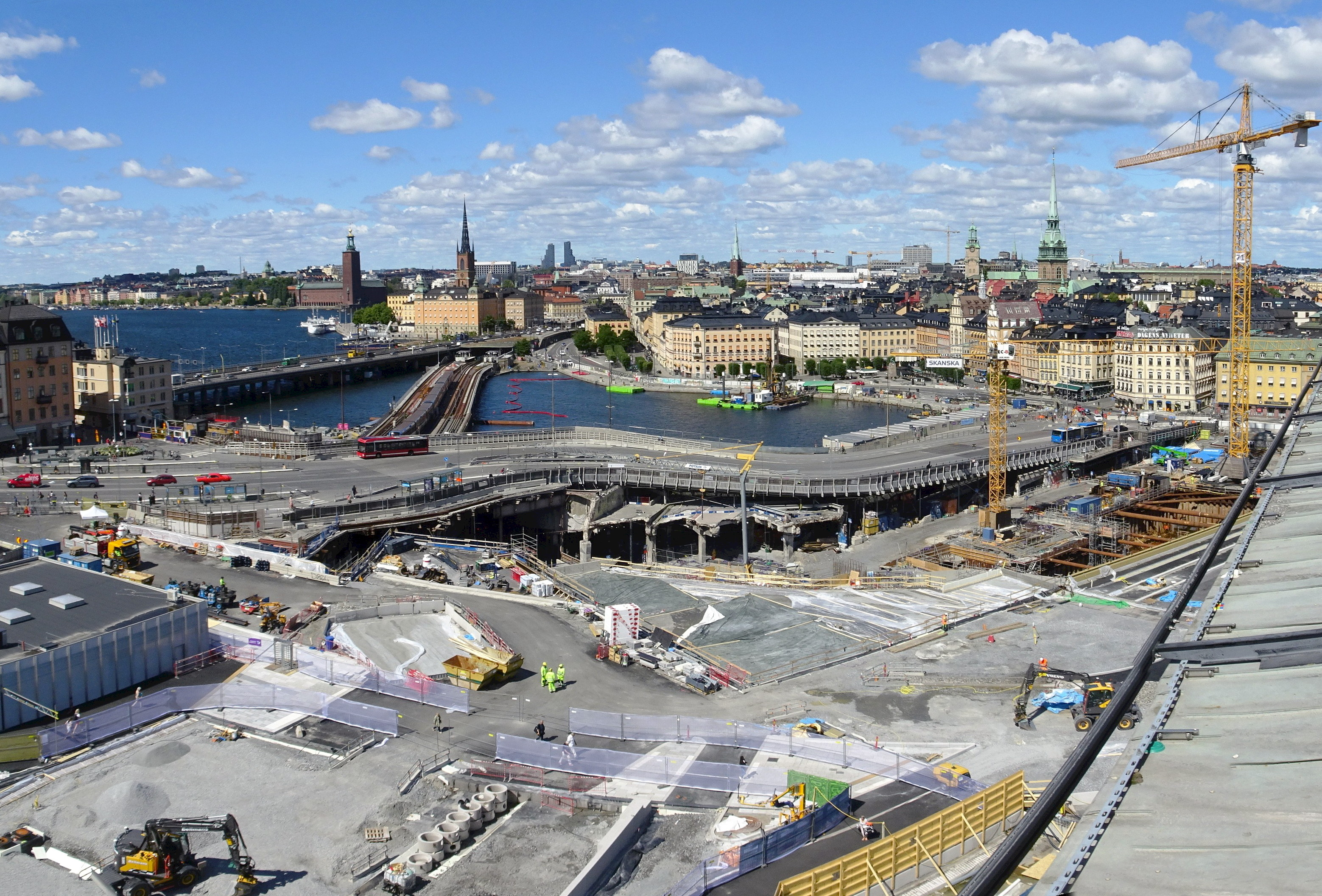
Byggplatsområdet sett från Katarinahissen, vy mot norr, juli 2020.

Projekt Slussen är Stockholms stads namn på dess projekt att riva den gamla Slussen och bygga en ny trafikplats och båtsluss i Slussenområdet mellan Gamla stan och Södermalm i Stockholm. I projektet ingår även en ny reglering av Mälarens vattennivåer för att förhindra framtida översvämningar. Ytor för biltrafik kommer att minskas medan trafiksäkerheten och framkomligheten för gående och cyklister ska förbättras avsevärt.
För den övergripande utformningen av den nya trafikplatsen står arkitektfirmorna Foster+Partners och Berg Arkitektkontor. Själva trafiklösningen baseras på det vinnande bidraget kallat Strömmar i en arkitekttävling anordnad av staden år 2004. Strömmar, senare omdöpt till Nya Slussen var framtaget av Nyréns Arkitektkontor, Tyréns och ELU konsult.
Byggstarten för den nya anläggningen skedde 2016 efter flera fördröjningar under den långvariga planprocessen. Enligt stadens prognos i maj 2020 uppgår projektets totala investeringsutgift till 15,8 miljarder kronor. I summan ingår trafiklösningen med underliggande lokaler, två avtappningskanaler för Mälarens vatten, själva båtslussen och en ny bussterminal i Katarinaberget. Staden räknar även med 4,3 miljarder kronor i investeringsinkomster, bestående främst av medfinansiering från Region Stockholm, staten och EU samt intäkter från försäljning av mark för kommersiellt ändamål både ovan och under jord. För att kunna genomföra bygget upphandlar Stockholms stad under projekttiden omkring 25 större delentreprenader; huvuddelen av byggarbetena ska vara avslutade i slutet av år 2025.

## Bakgrund

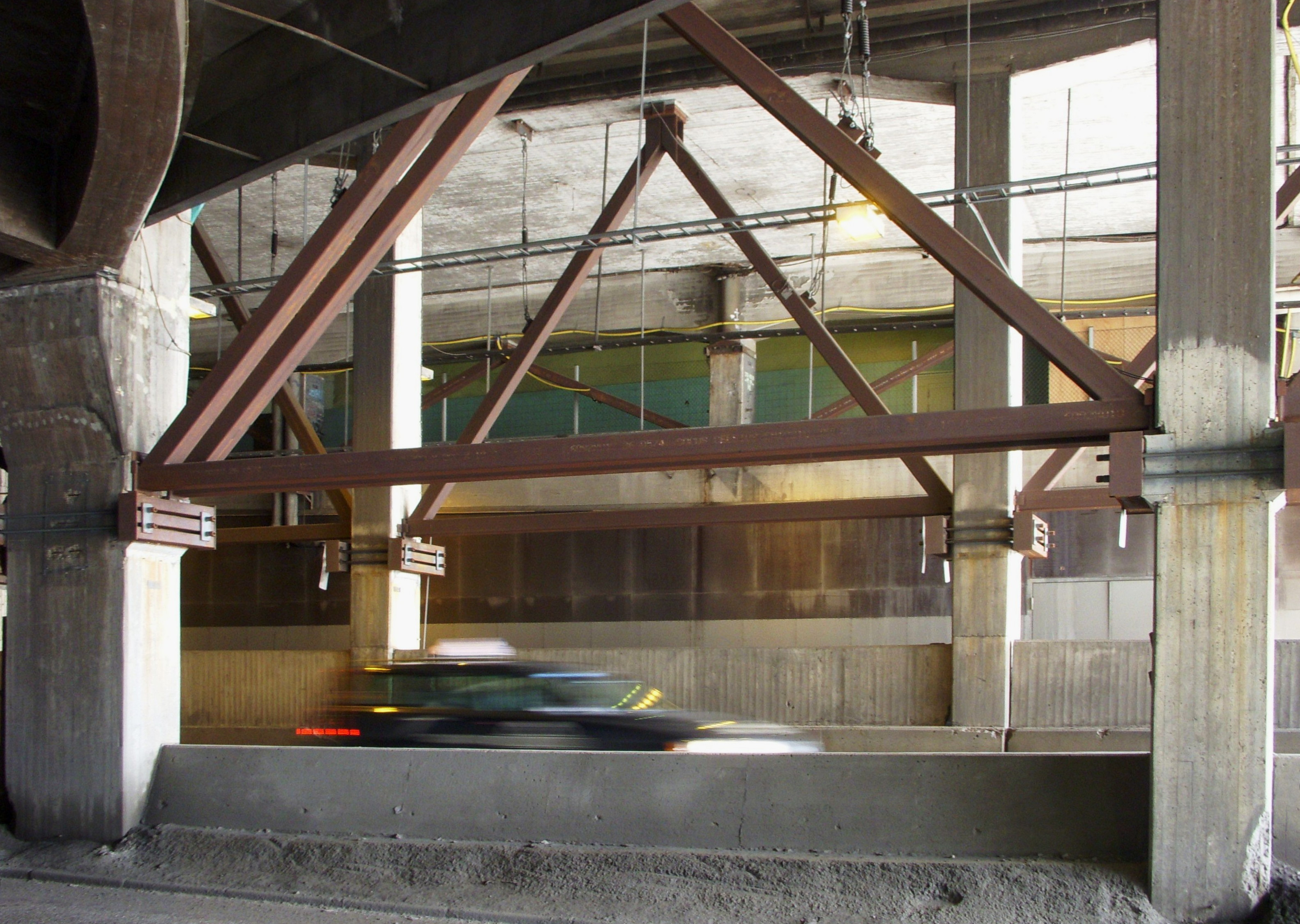
Förstärkning av betong med stålkonstruktioner, april 2009.

Trafikplatsen Slussen med en korsning av tåg-, fordons- och fartygstrafik mellan Södermalm och Gamla stan invigdes den 15 oktober 1935 av kung Gustaf V. Klöverbladslösningen, uttänkt av arkitekten Tage William-Olsson och ingenjör Gösta Lundborg, var på sin tid en av Europas första klöverbladskorsningar för innerstadstrafik.
Slussen hade efter 70 års användande fått omfattande skador som lappats och lagats varje år. Enbart 2003 togs 5 ton betong bort för att inte skada människor och fordon. Sedan mitten av 1990-talet hade konstruktionen ständigt fått stöttas och förstärkas med provisoriska stålbalkar, och i september 2005 stängdes delar av Slussen av för tung trafik på grund av rasrisk. Några av de gamla betongtrapporna hade rivits.
Stora delar av Slussens sydöstra del sjönk långsamt på grund av bristfällig pålning som utfördes 1934. Det var den för Sverige nya frankipålningen som sedermera skulle visa sig vara undermålig och tidigt förorsakade sättningar i anläggningens sydöstra del. Allt tyder på att man inte kom så långt ner som man ville med stålrören. När de drogs upp kollapsade pålens betongpelare på grund av instabila jordlager.

## Planområdet
Nydaningen av Slussen med omgivning berör ett mycket stort planområde vilket omfattar cirka 130 000 kvadratmeter. I stora drag avgränsas området i norr av Munkbron, Munkbroleden och Räntmästarhuset fram till Södra Bankohuset. I öster ingår vattenområdet från Gamla stan till Stadsgårdsleden ända fram till Birkaterminalen. Mot söder avgränsas planområdet av KF-huset och Glashuset, Slussens tunnelbaneentré vid Ryssgården samt Stockholms stadsmuseum. I väster löper planområdesgränsen utmed kvarteret Överkikaren mot Södermalmstorg. Dessutom omfattas delar av området längs Söder Mälarstrand mellan Söderströmsbron (tunnelbanebron) och Centralbron (tåg- och bilbron) samt Mälarens vattenområde öster om Söderströmsbron. Planområdet är således betydligt större än det som av Riksantikvarieämbetet inkluderats i riksintresset Slussen.

## Planering och debatt

### Tävlingar

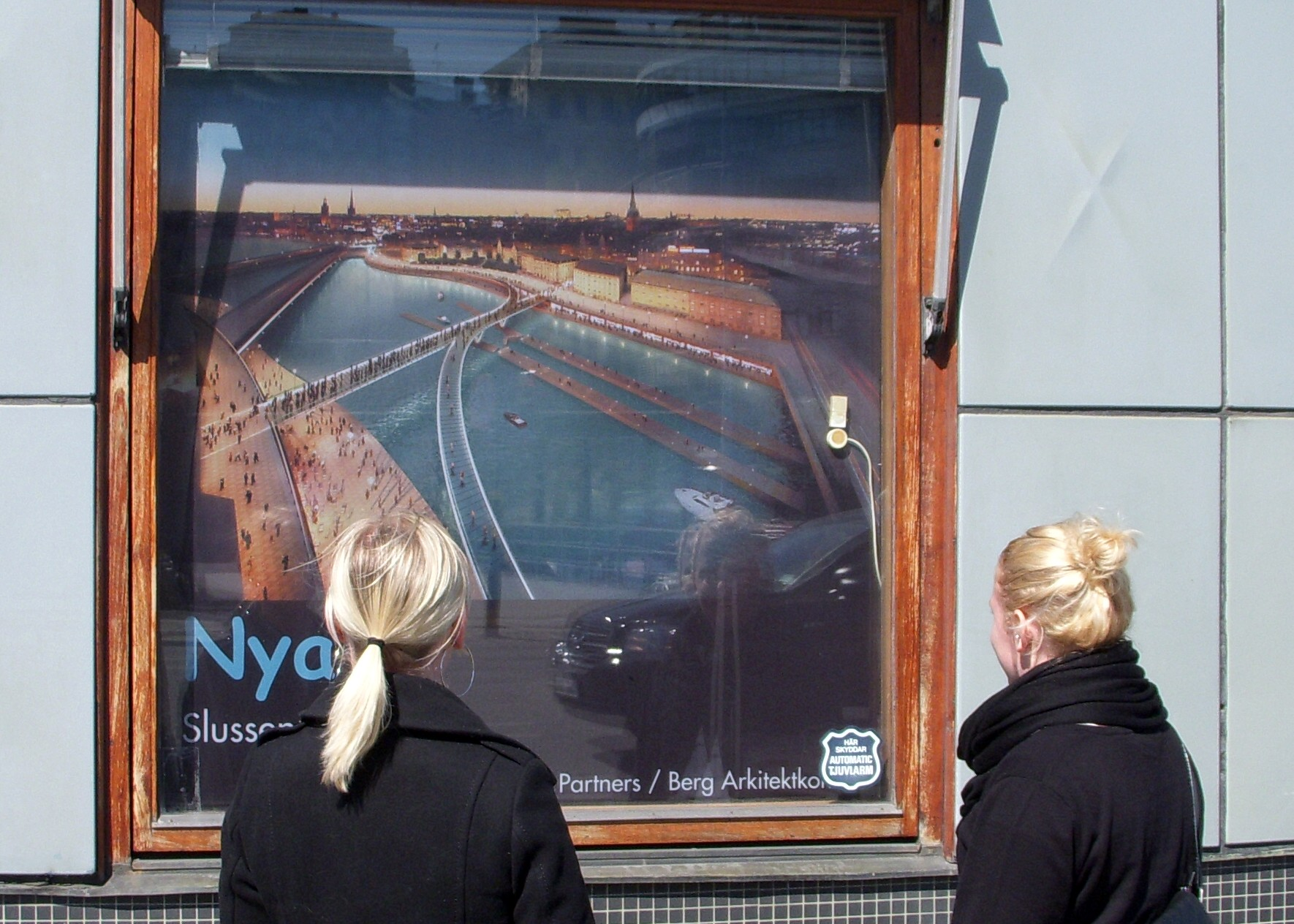
"Nya Slussen" av Foster+Partners och Berg Arkitektkontor, 2009.

Planprocessen för en ny slussenanläggning inleddes med en idétävling i början av 1990-talet, som dock inte förde projektet vidare. Kring millennieskiftet 2000 togs frågan upp på nytt av Stockholms förvaltningar och år 2004 utlystes en arkitekttävling där även en vinnare utsågs. Det vinnande förslaget, kallat Strömmar (senare känt under namnet Nya Slussen), var framtaget av Nyréns Arkitektkontor, Tyréns och ELU konsult.
Hösten 2004 fick tjänstemännen i Stockholms stad uppdraget att arbeta fram ett referensalternativ, som utformades av White arkitekter och kallades Nybyggt bevarande. Alternativet hade den tidigare klöverbladsmodellen som förebild. Förslagen ställdes mot varandra och tjänstemännen i fem förvaltningar; trafikkontoret, markkontoret, stadsbyggnadskontoret samt stadsdelskontoren i Katarina-Sofia respektive Maria-Gamla stan, föreslog i oktober 2005 politikerna att välja nybyggnadsalternativet enligt Nyréns förslag. Därmed beslutades även att trafikkorsningens klöverbladprincip från 1935 inte skulle tillämpas i en framtida slussenanläggning.
Efter programsamrådet hösten 2007 beslöts att den framtida utformningen skulle studeras vidare av fem nationella och internationella inbjudna arkitektföretag i en ny tävling. Nyréns deltog även denna gång, liksom arkitektfirmorna Foster+Partners med Berg Arkitektkontor, Wingårdh Arkitektkontor, BIG (Bjarke Ingels Group), Atelier Jean Nouvel och Habiter Autrement. Tävlingsbidragen presenterades i oktober 2008 och fanns därefter under fyra månader utställda på Stockholms stadsmuseum. I maj 2009 beslutade stadsbyggnadsnämnden, exploateringsnämnden samt trafik- och renhållningsnämnden att förslaget från Foster+Partners och Berg Arkitektkontor skulle utgöra grunden för det fortsatta arbetet.

### Detaljplan

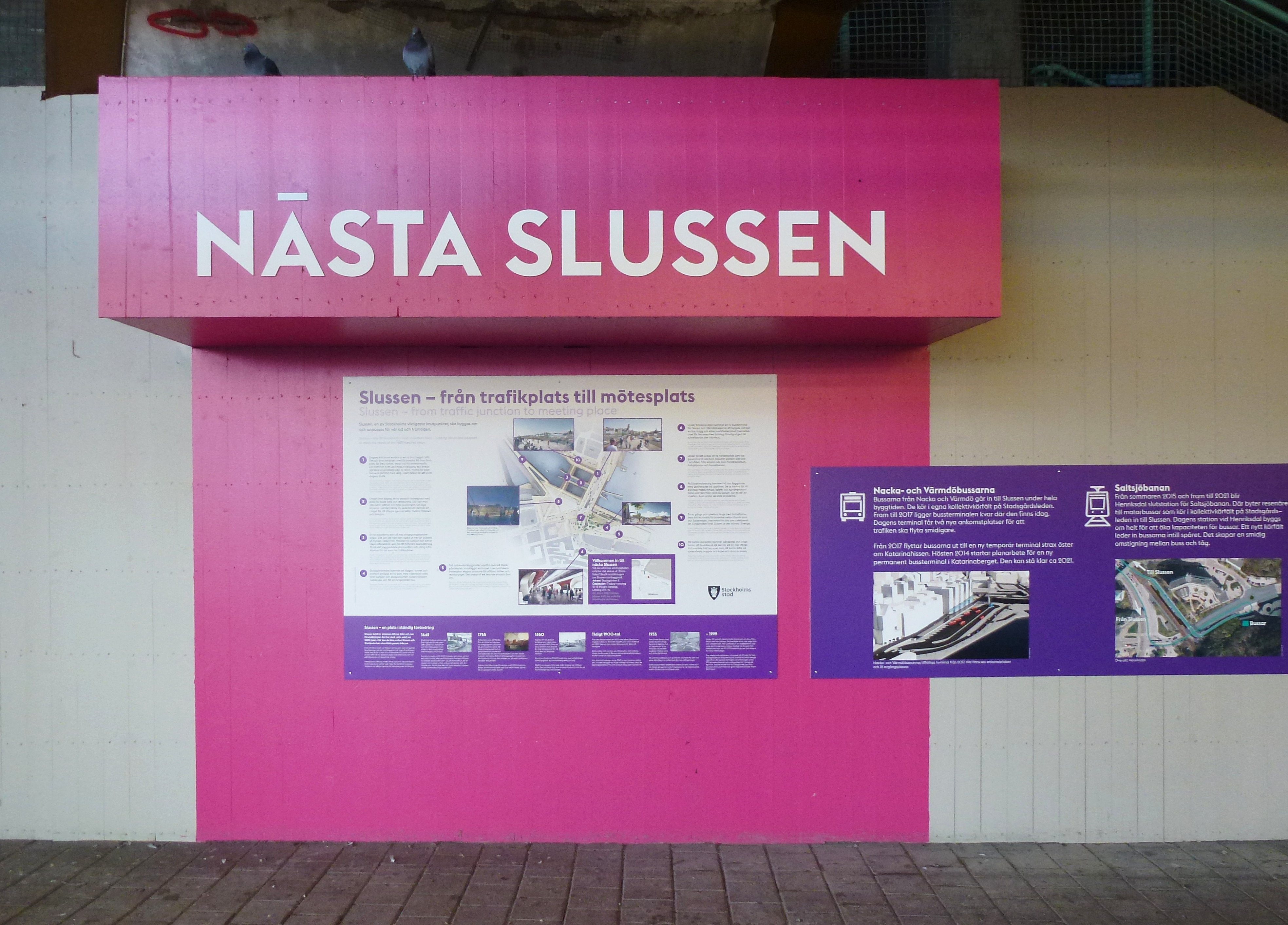
Information till allmänheten i Saltsjöbanans station, december 2014.

Ett plansamråd skall bland annat ge sakägare, förvaltningar, intresseorganisationer och allmänheten möjlighet att yttra sig om ett större detaljplaneförslag. Plansamrådet inför ombyggnaden av Slussen genomfördes under januari-mars 2010 och gav ett brett gensvar från stockholmarna. Nästan 10 000 personer besökte utställningen på Peter Myndes backe. Stadsbyggnadskontoret tog emot omkring 1 200 yttranden varav över 1 100 kom från privatpersoner. Kritik framfördes huvudsakligen mot den planerade bebyggelsen som skulle skymma den fria sikten över bland annat Stockholms inlopp. Även vikten av att värna platsens kulturhistoriska värden betonades.
Plansamrådets synpunkter formulerades i ett nytt uppdrag till Foster+Partners och Berg Arkitektkontor att utveckla och bearbeta sitt förslag. Den 21 juni 2010 utfärdade Stockholms kommunfullmäktige ett så kallat genomförandebeslut för nya Slussen. Beslutet instruerade stadens förvaltningar att planera för byggstart enligt detaljplanen och att studera det slutgiltiga utförandet och finansieringen vidare. Den 12 december 2011 godkände den borgerliga majoriteten i Stockholms stadshus den omarbetade detaljplanen för ombyggnaden av Slussen som vann laga kraft den 27 september 2013.

#### Bussterminal
I den ovannämnda detaljplanen ingår inte den nya bussterminalen. Efter samrådet 2010 delades planområdet i två och en separat process inleddes för Nacka- och Värmdöbussarnas terminal i nya bergrum i Katarinaberget med tillhörande entré- och teknikutrymmen, koppling till tunnelbanan och anpassning av Stadsgårdsleden för in- och utpassage för bussar. Den ursprungliga detaljplanen för terminalen antogs av staden i juni 2012, men upphävdes av Mark- och Miljödomstolen i december 2013 med anledning av flera formaliafel, ett beslut som Mark- och Miljööverdomstolen inte tog upp till prövning. Staden blev därmed tvungen att ta fram en ny detaljplan för terminalen, vilket försenade det planerade färdigställandet av bergterminalen från 2019 till 2023. Den nya detaljplanen vann laga kraft i maj 2018.

### Debatt och motförslag
En omdaning av Slussen har diskuterats i flera decennier och är förmodligen ett av de mest omdebatterade byggnadsprojekten sedan Norrmalmsregleringen på 1960-talet. Projekt Slussen frambringade ett antal alternativa idéer om platsens framtida utformning.

#### Ny syn på Slussen
I januari 2009 presenterade arkitekt Torsten Westman (stadsbyggnadsdirektör i Stockholm åren 1973-1985) tillsammans med arkitekterna Kjell Forshed, Svante Forsström, Ulla Joneborg samt stadsplaneraren och före detta stadsbyggnadsborgarrådet Monica Andersson ett alternativt förslag för Slussens framtida utformning. Utan formellt uppdrag eller ersättning lade dessa fram ett motförslag, Ny syn på Slussen.
Den bärande idén var att dra tunnelbanan under Söderström, ta bort tunnelbanestationerna Slussen och Gamla Stan och ersätta dem med en ny station under Söderström. De menade ”…att stadens styresmän- och kvinnor skall besinna sig och inte missa chansen att ge den nya Slussen en utformning som i likhet med den uttjänta klöverbladslösningen skall ge heder åt beslutsfattarna för en lång framtid.”
Trots att förslaget inte deltog i den formella arkitekttävlingen utreddes möjligheterna att gräva ner tunnelbanan. Förslaget förkastades eftersom det skulle ha inneburit flera avstängningar av tunnelbanans mest trafikerade delar under byggtiden. Förslaget skulle uppskattningsvis dessutom ha medfört kostnader på 7-12 miljarder kronor utöver själva kostnaden för ombyggnaden av Slussen.

#### KulturSlussen

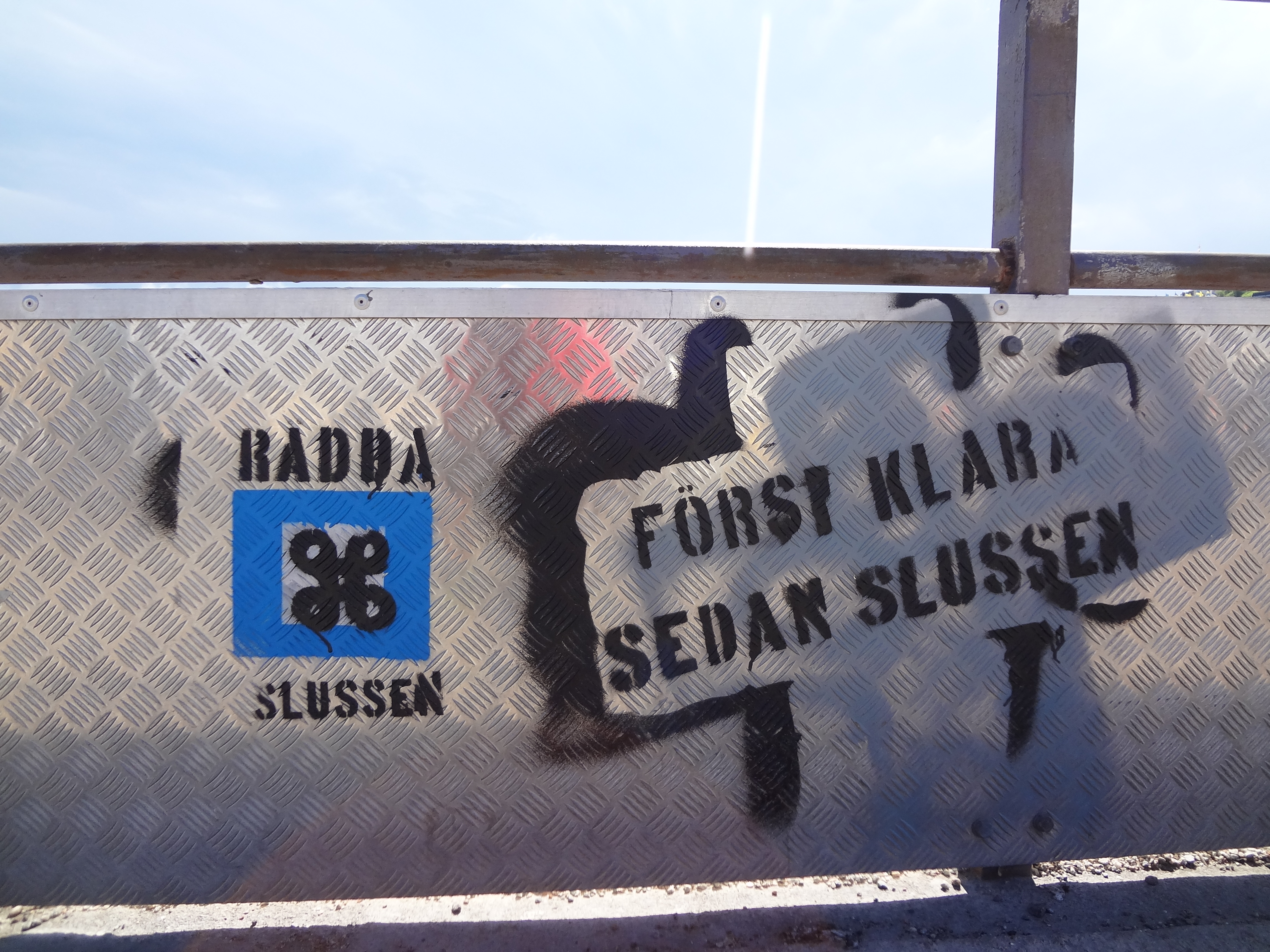
"Rädda Slussen".

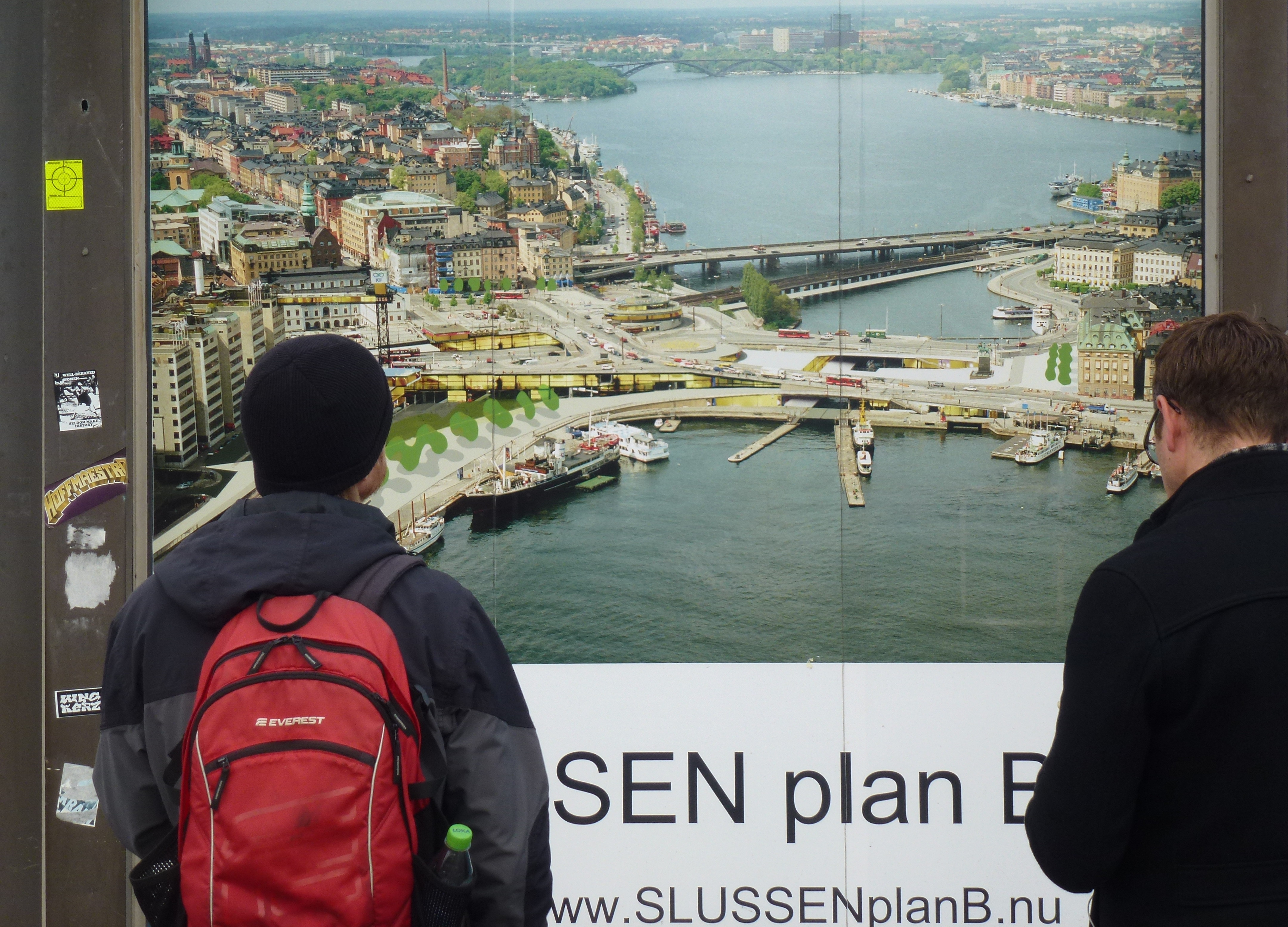
"Slussen plan B".

Uppropet "Rädda Slussen" startades av Konstakademiens ledamöter den 23 mars 2010 och hade 2014 samlat drygt 7 900 namnunderskrifter. Konstakademiens ledamöter var "bestörta och förtvivlade över att man bestämt sig för att ödelägga det vidunderliga stadslandskapet vid Slussen" och utlyste bland annat "skam och förbannelse över de nidingar som gör detta."
Uppropet tog fram ett eget förslag, KulturSlussen, som skilde sig från Nya Slussen främst genom att lösningen med dubbelbroarna behölls, att bussterminalen förlades på Stadsgårdskajen med kraftigt minskade utrymmen, samt att fler nya byggnader skulle uppföras, däribland framför Stadsmuseet, på Södermalmstorg och ovanpå bussterminalen.

#### Slussen plan B
Arbetsgruppen Slussen plan B (med plan A avsågs Nya Slussen) bildades i december 2012 och gav ett alternativt förslag till ombyggnad och modernisering av Slussenområdet. Slussen plan B var en ideell arbetsgrupp bestående av arkitekter, konstruktörer, trafikplanerare, vattenexperter och ekonomer.
Förslaget skulle enligt arbetsgruppen ha inneburit en mindre ombyggnad som hade bevarat treklöverlösningen enligt 1930-talets detaljplan för området, som vid tillfället för förslagets lansering fortfarande var giltig. Upphovsmännen hävdade med stöd av "samtal med erfarna byggare" att Slussen plan B skulle vara genomförbar på fyra år istället för Nya Slussens åtta år och kosta mindre än hälften: 3,84 miljarder kronor jämfört med stadens projekts dåvarande budget på 9,12 miljarder kronor. I förslaget saknas de nya byggnader som den nya detaljplanen möjliggör och som skymmer delar av utsikten från Ryssgården mot vattnet, och bussterminalens dåvarande placering behålls. Förslaget kritiserades på ett antal punkter i en detaljerad genomgång av nätverket Yimby.
Den 9 december 2014 tilldelades Slussen plan B ett pris av Stockholms Arkitektförening, en lokalförening av Sveriges Arkitekter. I motiveringen till priset anges bland annat att ”Slussen plan B-lösningen gjort konsekvenser läsbara för trafik, miljö, klimat, kulturvärden och stadsbild, och inte minst för samhällsekonomisk påverkan” samt att ”pristagarna lyckats initiera ett samtal som verkligen påverkar redan långt gångna planer”.

### Expertgranskning
Efter kommunalvalet i september 2014 beslöt den nya rödgrönrosa majoriteten i Stockholms stadshus att låta en oberoende expertgrupp granska hela Projekt Slussen och komma med ett resultat senast den 31 januari 2015. Under tiden stoppades alla förberedande arbeten för nya Slussen. Expertgruppen utsågs av stadsdirektören Lars Rådh och bestod av ordföranden Mats Olsson (arkitekt) samt Reigun Thune-Hedström (tidigare stadsbyggnadschef i Upplands Väsby), Christel Wiman (jurist) och Sven Lorentzi (fristående konsult). Till sin hjälp hade gruppen tillgång till expertis inom relevanta områden och berörda förvaltningar.
De elva granskningspunkterna innefattade bland annat:

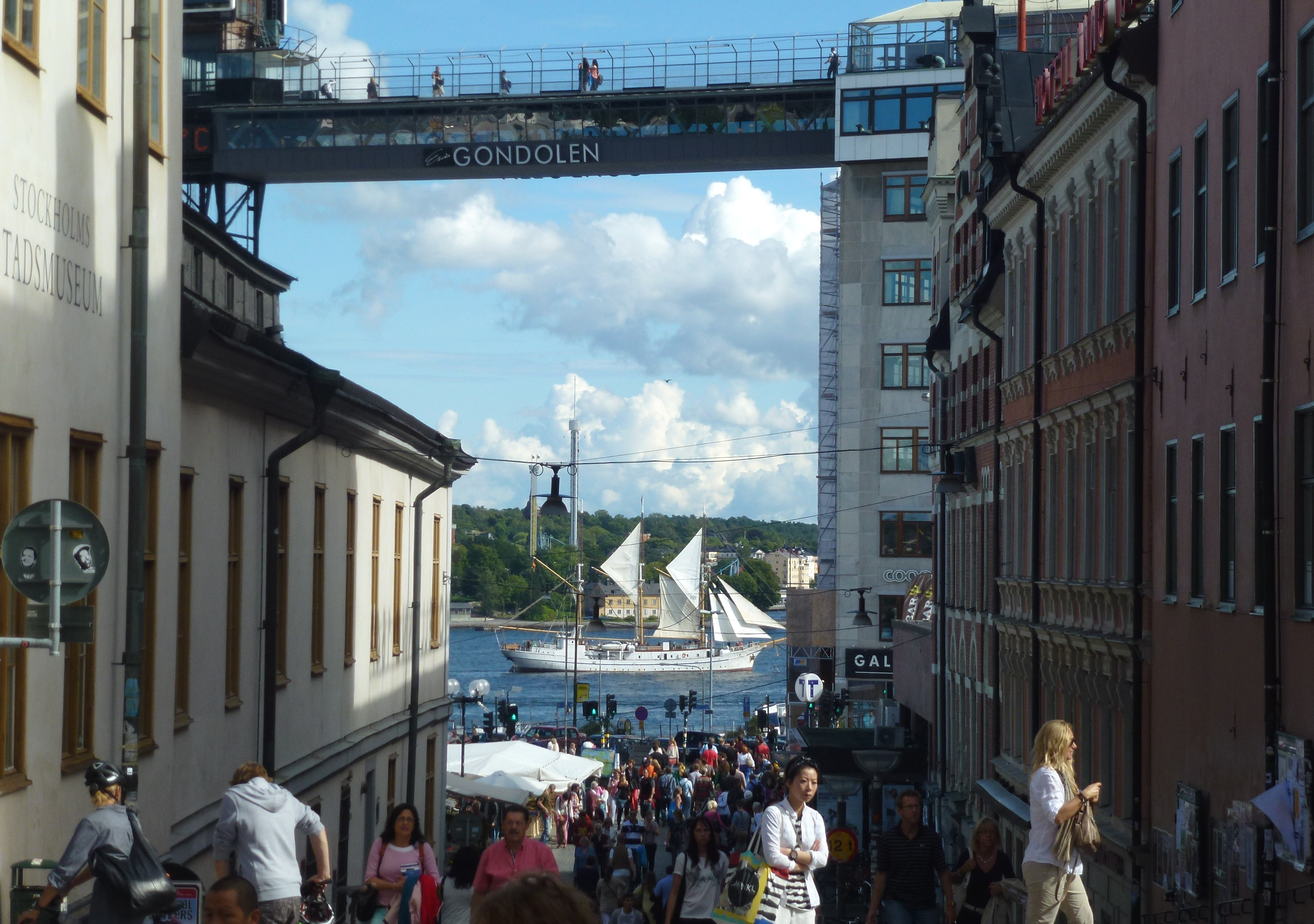
En av utblickarna som blir kvar, här från Peter Myndes backe mot Stockholms inlopp.

- Den nya Slussens och bussterminalens funktionalitet för gång, cykel och kollektivtrafik, inklusive effekten för biltrafiken.
- Det offentliga rummens utformning med avseende på utblickar och siktlinjer, trygghet och säkerhet för gående och cyklister.
- Projektets totalekonomi avseende risker, samt eventuella besparingsmöjligheter och nuvarande avtal angående samfinansieringar.
- Granska vad som kan göras inom tidigare detaljplan med fokus på förbättringar för cykel- och gångtrafik samt då befintlig anläggnings planenlighet.
- Den befintliga Slussen-anläggningens tekniska status; möjligheten att renovera dåvarande anläggning.

Den 2 februari 2015 framlade expertgruppen sin rapport. I en slutsats menade gruppen bland annat: ”Efter att vi genomfört vår granskning finner vi att besluten om projekt Slussen i huvudsak vilar på rättsvisande bedömningar och att beslutsunderlag och beslut tagits på relevanta grunder”. Vidare konstaterade gruppen att en renovering/rekonstruktion av den befintliga anläggningen (exempelvis enligt Slussen Plan B) skulle ha varit ”svårgenomförbar” och att ”minst 85 % av anläggningen måste rivas och återuppbyggas för att uppnå tillfredsställande livslängd (minst 100 år)”.
Man kom även fram till att trafiksäkerheten i nya Slussen blir bättre för gående och cyklister och mycket bättre för rörelsehindrade, men ”det finns behov av förbättringar”, som dock ryms inom nu gällande detaljplan. Framkomligheten för fordonstrafiken blir varken bättre eller sämre. Enligt gruppens ordförande Mats Olsson ”var det rätt att gå vidare med en ny lösning” och att ”Slussen var felkonstruerad och sliten redan 1998”. Beträffande utblickar och siktlinjer menade gruppen att de generellt inte blir försämrade, en del befintliga vyer försvinner medan nya tillkommer. Bygget bedömdes bli dyrare: budgeten uppskattades bli 10 miljarder kronor istället för 8 miljarder kronor i genomförandebeslutet från 2010. En ny detaljplan ansågs inte behöva tas fram.

## Planerad utformning

### Fordonstrafik

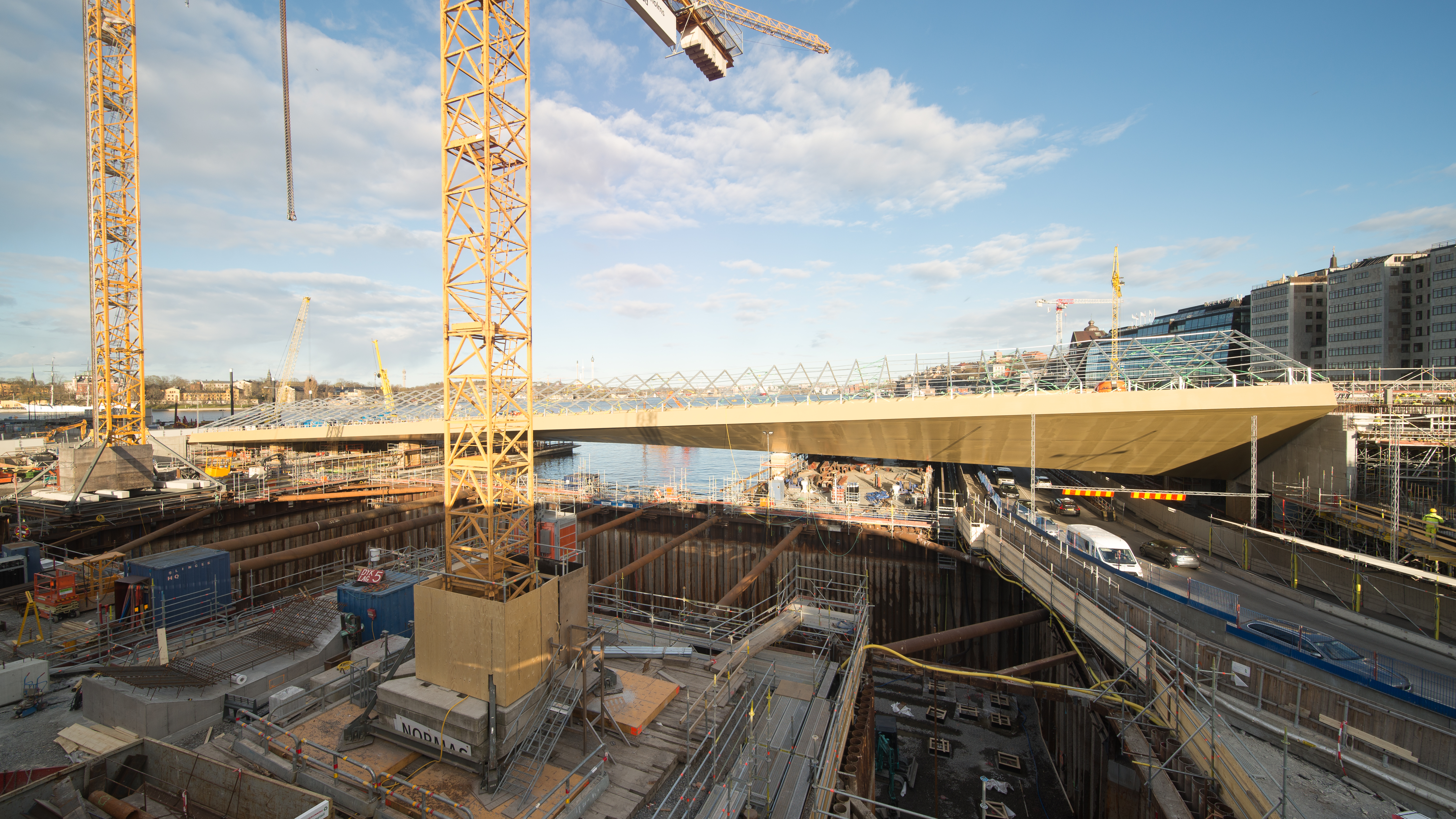
Slussbron är den centrala delen i den nya trafiklösningen.

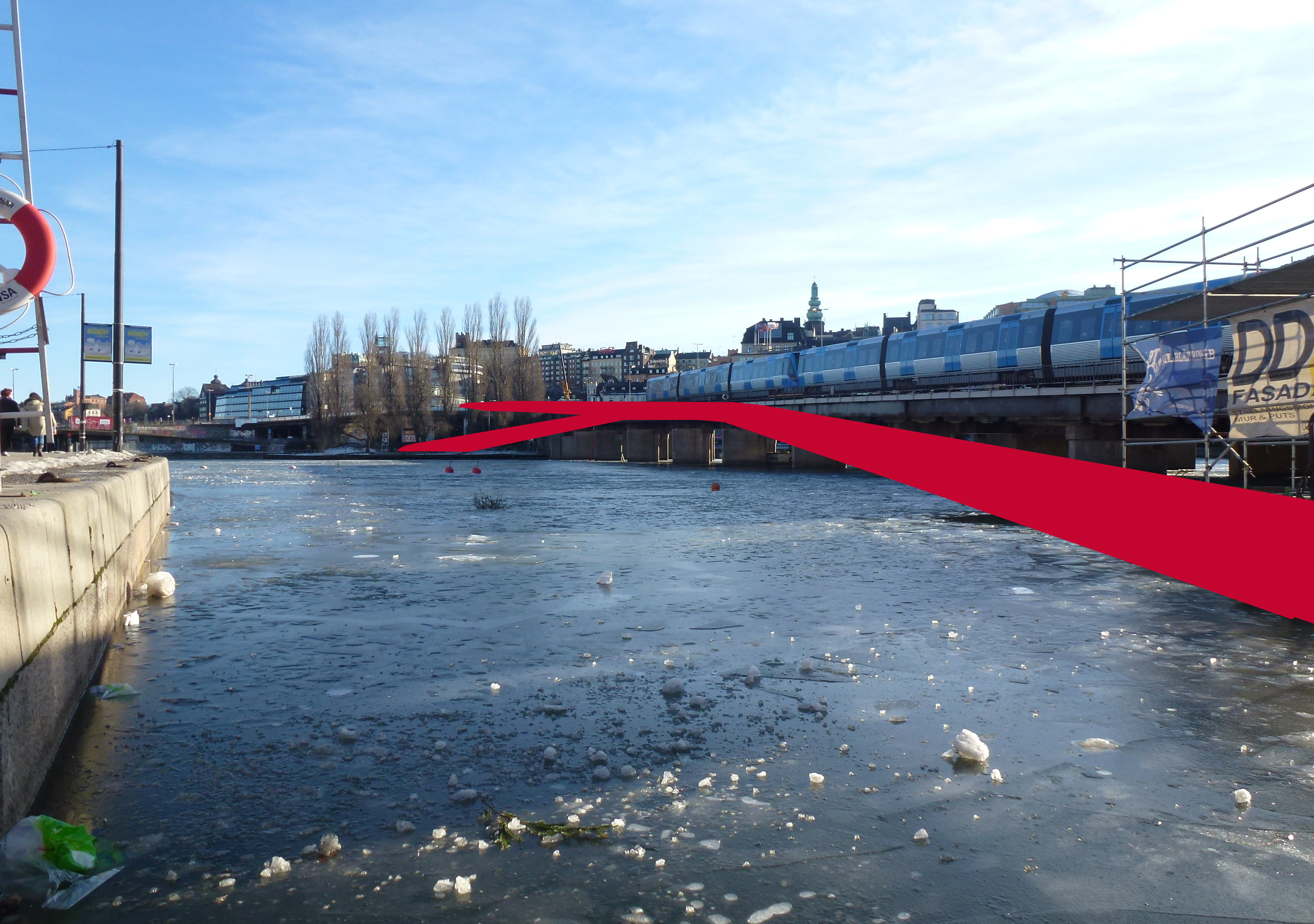
Ny gång- och cykelbro parallellt med Söderströmsbron (vy mot syd).

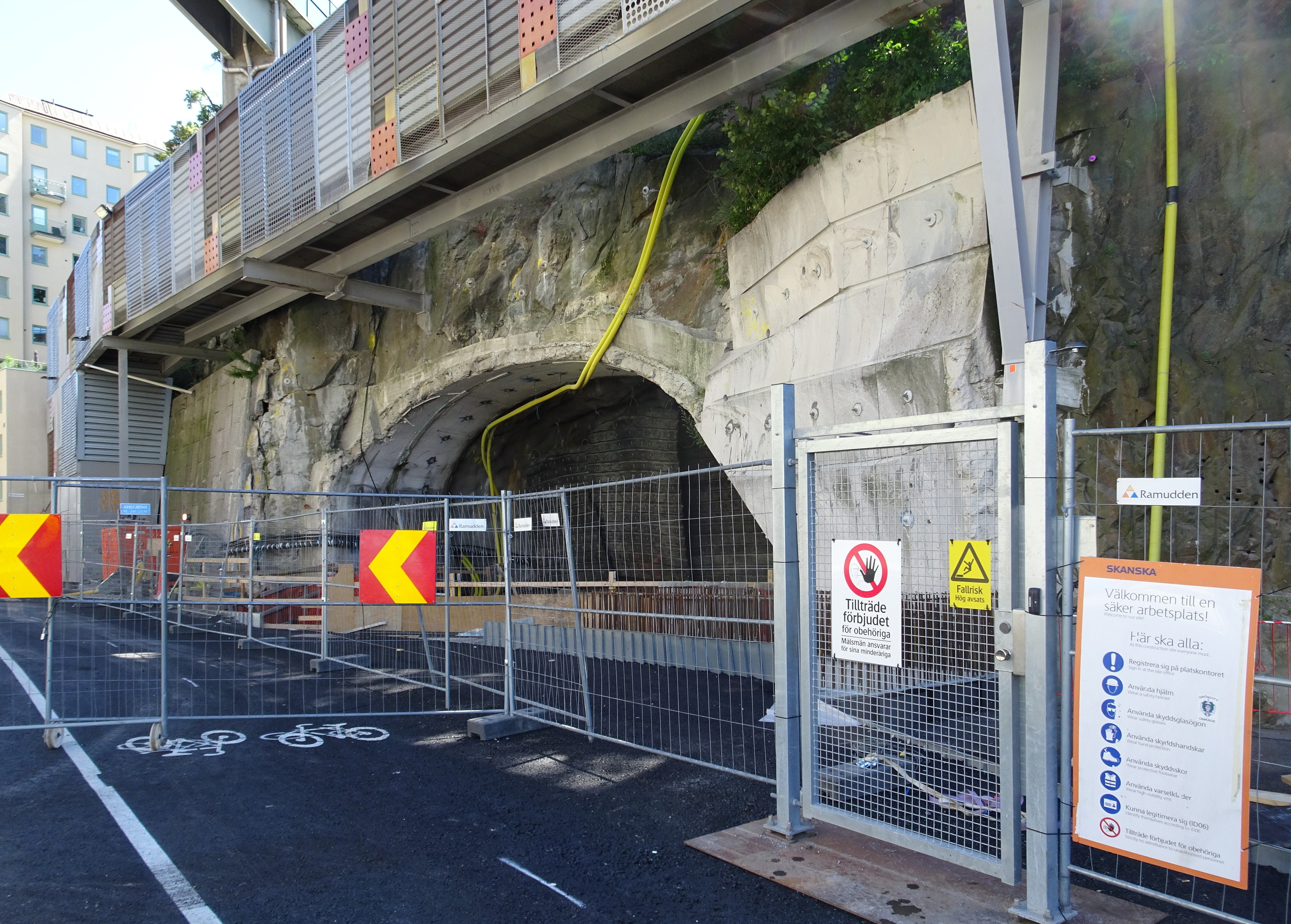
Den framtida huvudentrén till bussterminalen byggs under infarten till P-hus Slussen.

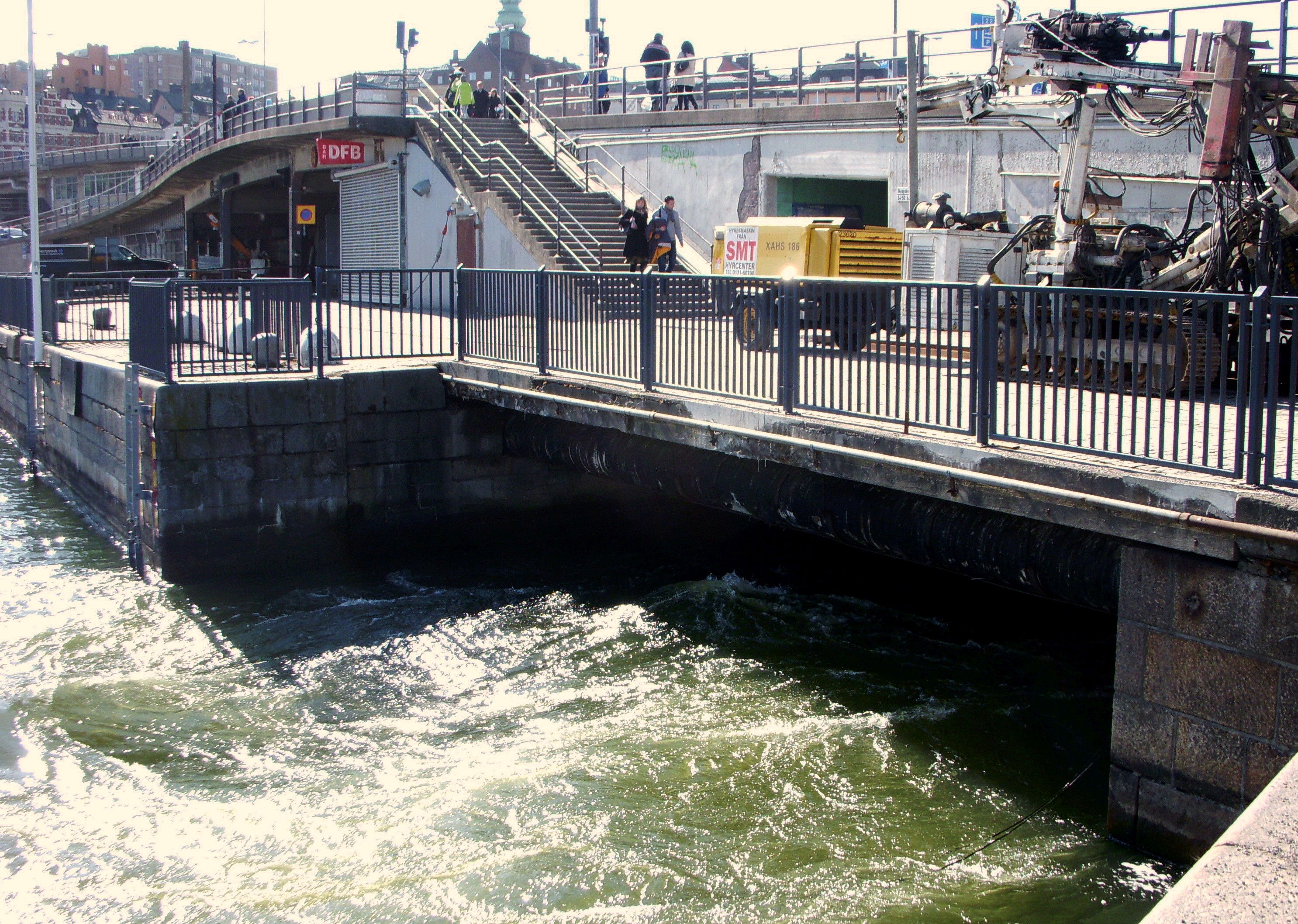
Ericsonslussens kanal får inte rivas.

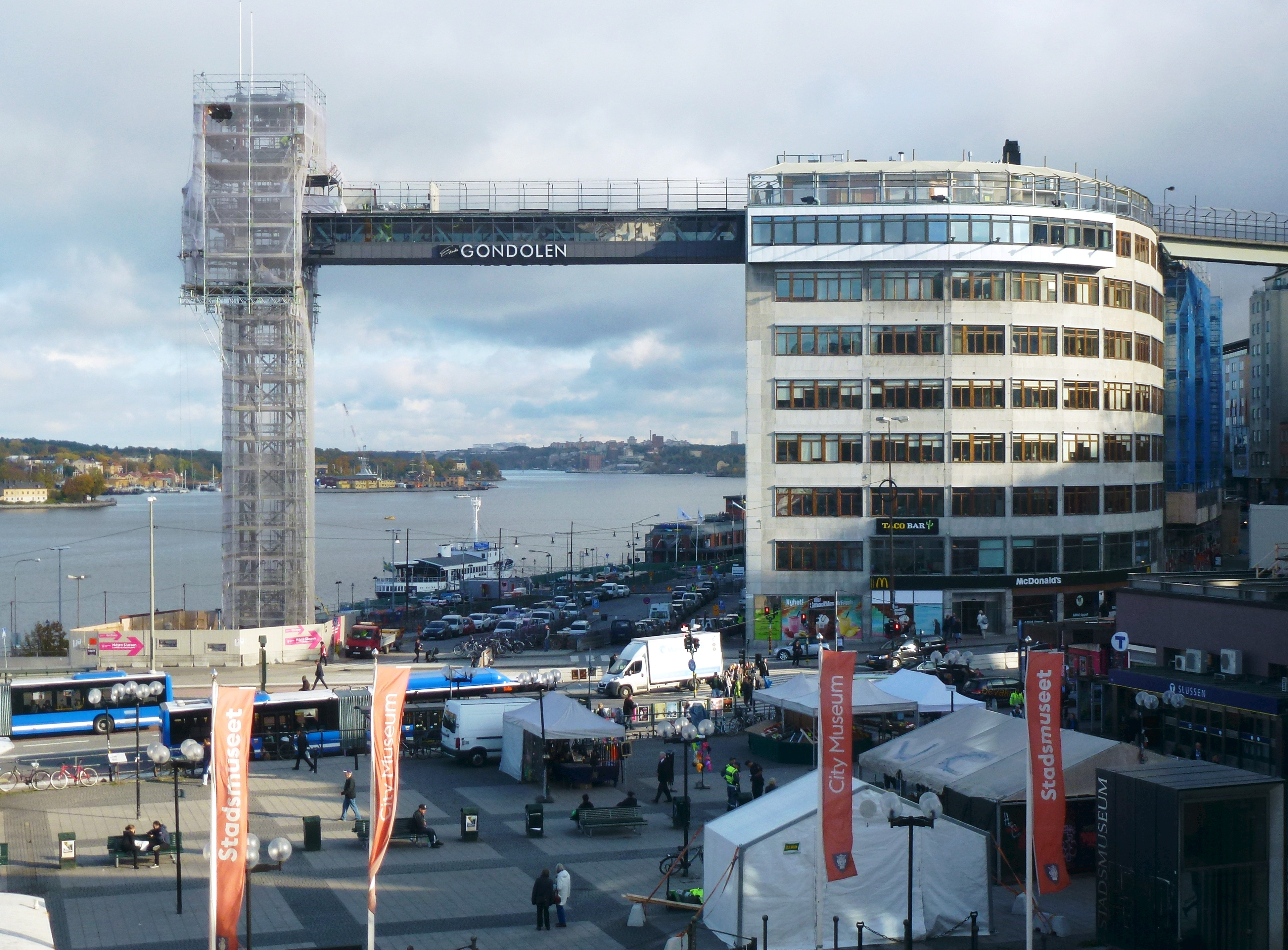
Katarinahissen har renoverats och blir kvar.

Den nya trafikplatsen vid Slussen projekteras för 30 000 fordon/dygn. Stadsgårdsleden-Söder Mälarstrand blir en huvudgata i tunnel mellan Birkaterminalen i öster och Söderströmsbron i väster. I tunneln byggs en ny signalreglerad trevägskorsning som förbinder Stadsgårdsleden-Söder Mälarstrand med Skeppsbron och Munkbron genom en öppning i huvudbron. På torgnivån för Södermalmstorg möts Hornsgatan och Katarinavägen i en signalreglerad trevägskorsning.
En ny huvudbro, officiellt Slussbron men i folkmun ofta Guldbron tack vare sin guldaktiga färg, med åtta körfält leder trafiken mot norr till Skeppsbron och Munkbron. Den nya huvudbron är 45 meter bred mot de tidigare två broarna som var tillsammans drygt 80 meter breda. Slussens nya huvudbro är en stålkonstruktion som tillverkades av China Railway Shanhaiguan Bridge Group (CRSBG) i Kina. Den är formgiven av arkitektkontoret Foster and Partners med Spencer de Grey som ansvarig arkitekt. Företaget ritade även Nya Årstabron som invigdes 2005. För Slussbrons konstruktionsritningar svarade konsultföretaget Ramboll. Invigningen skedde i oktober 2020.

### Gång- och cykeltrafik
Gångbanorna längs Slussbrons sidor är 4,3 meter breda; de enkelriktade cykelbanornas bredd är 3 meter på vardera sidan. Kajstråken från Stadsgården mot Skeppsbron och Munkbrohamnen kompletteras på Mälarsidan med nya lågbroar i höjd med kajerna. Dessa utförs öppningsbara vid slussning. En ny gång- och cykelbro planeras bredvid tunnelbanebrons östra sida. Bron kommer att leda gång- och cykeltrafiken från Södermalmstorg mot norr och Gamla stan och kopplas där till Munkbron strax söder om Gamla stans tunnelbanestation. För att lätt kunna ta sig mellan de olika nivåerna kommer hissar, rulltrappor och ramper att anläggas. Flacka lutningar och plana partier skall underlätta för rullstolsburna personer.

### Bussterminal
Bussterminalen för Nacka- och Värmdöbussarna kommer att flyttas in i Katarinaberget under och invid nuvarande P-hus Slussen och med ingång från Katarinavägen. Bensinstationen kommer då att läggas ner men parkeringsgarage och biluthyrning kan ligga kvar. Bussarnas in- och utfart kommer att ske från Stadsgårdsleden genom en ny tunnel ungefär i höjd med Birkaterminalen. Den nya terminalen kommer enligt plan att ha 6 ankomstplatser, 17 avgångsplatser samt 17 s.k. reglerplatser där bussarna ställs upp i väntan på nästa tur. Detaljplanen har vunnit laga kraft och sprängningsarbetena startade i januari 2019. SL bedömer att en bussterminal kommer att behövas även när tunnelbanans blå linje har förlängts till Nacka.

### Tunnelbana, Saltsjöbanan, framtida spårvagn
Slussens tunnelbanestation ingår inte i projektets omfattning, men Region Stockholm har självständiga planer på att rusta upp stationen. Det blir lättare att byta mellan tunnelbana, buss, Saltsjöbanan och båttrafik; förslaget gör det även möjligt med eventuell framtida spårväg på platsen. Saltsjöbanan kommer att ligga kvar vid nuvarande plats, men station Slussen kommer att vara avstängd under byggtiden medan en ny station med två plattformar anläggs.

### Båttrafik
Nya Slussen får en modern sluss för båtar. Victoriaslussen, blir efter Drottning Kristinas sluss, Christopher Polhems sluss, Nils Ericsons sluss och Karl Johansslussen den femte på denna plats. Den nya slussrännan kommer att anordnas något söder om nuvarande anläggning och får samma längd som nuvarande. Kapaciteten och den segelfria höjden, som begränsas av Söderströmsbron, blir densamma som idag. De nya kanalerna i Slussen kommer att anpassas till att minska översvämningsriskerna runt Mälaren och skydda Stockholms dricksvatten som hämtas från Mälaren. Möjligheten att tappa vatten från Mälaren skall öka från dagens totalt ca 800 kbm/s till ca 2 000 kbm/s. För det anläggs två breda och öppna kanaler norr respektive söder om slussrännan. Gamla Ericsonslussens ursprungliga konstruktion (idag avtappningsränna för Mälaren) är q-märkt i detaljplanen och får inte rivas.

### Nya byggnader och parker
Nu gällande detaljplan medger tre större byggnadsvolymer ovan mark: en låg byggnad för publika verksamheter vid Södermalmstorg där den övergår till trappor ned mot vattnet och två byggnader med både kontor och publika verksamheter framför KF-huset och Glashuset. Byggnaden vid Södermalmstorg, Mälarterrassen, är markanvisad till Atrium Ljungberg AB. På grund av lokalernas komplexa geometri som ansluter till andra utrymmen under mark byggs dessa i stadens regi och upplåts först efteråt till Atrium Ljungberg för invändigt färdigställande. Kontorsbyggnaden framför KF-huset är också markanvisad till Atrium Ljungberg, medan den framtida fastigheten framför Glashuset ska upplåtas med tomträtt till Nobelhuset AB, som avser att uppföra ett Nobel Center på platsen. Detaljplanen anger ingen färdig gestaltning av den nya bebyggelsen utan redovisar endast nya byggnadskvarter och bygghöjder på Södermalmssidan.
KF-huset och Glashuset skall även i framtiden vara starka inslag i stadsbilden. Katarinahissen blir kvar och renoveras. De offentliga platserna i nya Slussen, såsom en ny park intill Katarinahissen, Slusstorget vid vattnet mellan Södermalm och Gamla Stan samt kajer kommer att utformas av White arkitekter. Sjöbergsplans park kommer inte bevaras i den nya anläggningen, och dess popplar sågades ner i juni 2016.

## Projektering och uppförande
Projekt Slussen är ett samarbetsprojekt inom Stockholms stad mellan exploateringskontoret, trafikkontoret och stadsbyggnadskontoret. Planförslaget togs fram av Foster+Partners och Berg Arkitektkontor på uppdrag av Stockholms stad. Foster och Berg hade i sin tur experthjälp av bland andra Tyréns, Sweco och Arup.
Bygghandlingar och förfrågningsunderlag för planerade arbeten i delområdena Land och Vatten upprättas av följande konsultföretag, totalt omkring 200 personer:
- ELU: generalkonsult samt ansvar för konstbyggnad, grundläggning och geoteknik[33]
- Helenius: Installationssamordning samt ansvar för rör, ventilation och sprinkler[34]
- Rejlers: el- tele- och trafikledningssystem[35]
- Structor: Projektledning av miljötillstånd samt ansvar för ledningsutredningar och ledningsprojektering[36]
- Tikab: mekaniska konstruktioner inkl. slussluckor och avbördningsluckor, VDC-ansvar och stöd inom 3D-modellering och visualisering[37]
- Tyréns: geohydrologi, mark- och vägkonstruktion, trafikprojektering, VA, akustik, brand och säkerhet, teknisk riskanalys samt kvalitet, miljö och arbetsmiljö (KMA)[38]
- White: arkitektur och landskapsarkitektur

Delområde Berg projekteras separat av WSP och Link Arkitektur

### Bygget

#### Förberedande arbeten
Geotekniska provborrningar startade under år 2009. 2013 inleddes arkeologiska utgrävningar (se utgrävningar på Brunnsbacken). Vissa förberedande arbeten såsom flytt av ledningar och inre rivning påbörjades under år 2014. Fram till april 2016 stängdes och tömdes även samtliga affärer och restauranger i de av ombyggnaden berörda delar.
Rivningen av de östra delarna av trafikanläggningen startade under sommaren 2016, vilket möjliggjorde den egentliga byggstarten senare samma år.

#### Övergripande tidsplan
Bygget genomförs i två huvudetapper. Den första etappen omfattade rivning av östra bron (den mot Saltsjön) och uppförande av en ny huvudbro. Under tiden leddes trafiken över den västra bron (den mot Mälaren). Katarinavägen och Skeppsbron var avstängda för biltrafik under den första etappen. I oktober 2020 öppnade den nya huvudbron och då leddes trafiken över till den. Därefter blev det möjligt att riva de kvarvarande västra delarna av gamla Slussen och utföra arbetet med lågbroarna på Mälarsidan, som invigdes i juni 2025, och Södermalmstorg, som invigdes ett år senare.
Hålltider:
- 2020–2022: Schaktning, grundläggnings- och betongarbeten utförs för den västra delen av den nya slussrännan. De nya avtappningskanalerna och de nya låga broarna för gående och cyklister byggs.
- 2024: Stadsgårdsleden börjar däckas över.
- 2025: De västra delarna färdigställs inklusive den nya byggnaden på Södermalmstorg..[40]
- 2027: Kontorsbyggnaderna ovanpå Stadsgårdsleden står klara.

#### Entreprenader
Stockholms stad handlar totalt upp ett 25-tal byggnads-, konstbyggnads- och anläggningsentreprenader.
De två största anläggningsentreprenaderna, som innefattar nästan alla betongarbeten på Södermalm och den nya sluss- och avtappningsanläggningen, tilldelades år 2015 till Skanska, vars direkta föregångare Skånska Cementgjuteriet också uppförde delar av 1935 års anläggning. Skanska ansvarade för bygget och monteringen av den nya huvudbron och kommer även installera avbördningsluckorna bredvid slussanläggningen.. JM byggde mellan 2016 och 2018 en ny Stadsgårdskaj och den temporära bussterminalen, medan Implenia sedan september 2018 har kontraktet för berg- och konstbyggnadsarbetena för bussterminalen i Katarinaberget.
För nya Slussen måste rivas, muddras respektive nyanläggas ungefär följande mängder.
- Rivning betong: 32 000 m³
- Rivning stål: 3 200 ton
- Bergschakt: 200 000 m³
- Schaktmassor: 240 000 m³
- Muddring: 120 000 m³
- Fyllningsmassor: 90 000 m³
- Nya pålar: 115 000 längdmeter
- Sponter: 35 000 m²
- Ny betong: 85 000 m³
- Nytt stål: 8 000 ton
- Ytbeläggning: 38 000 m²

#### Bilder från bygget

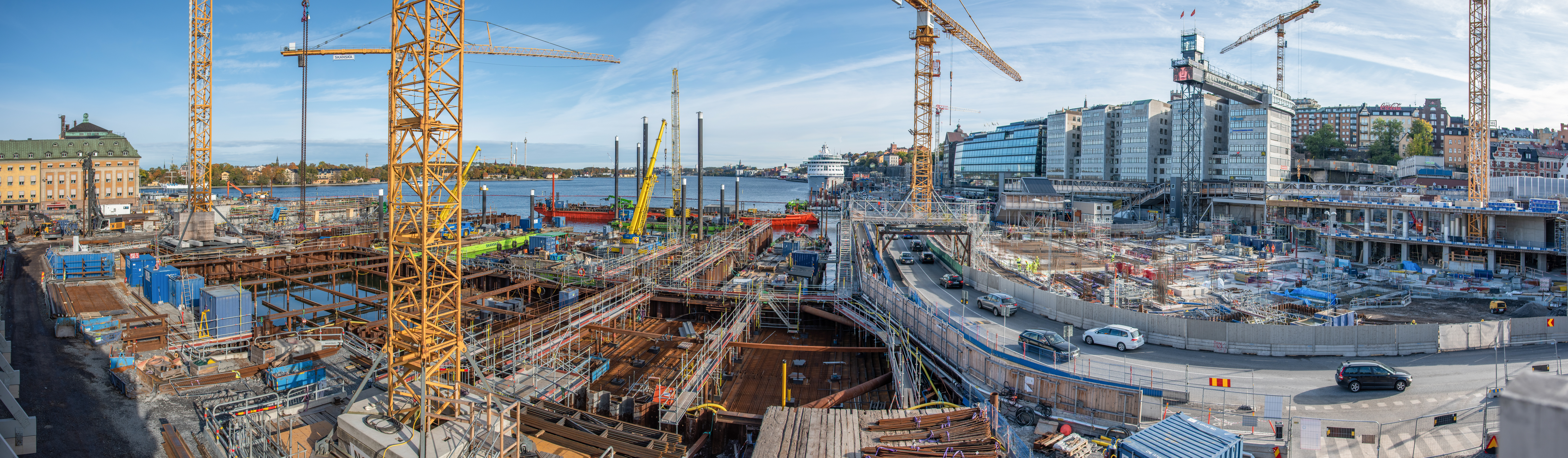
Byggarbeten med Nya Slussen i oktober 2019, vy österut.

Arbeten på Mälarsidan
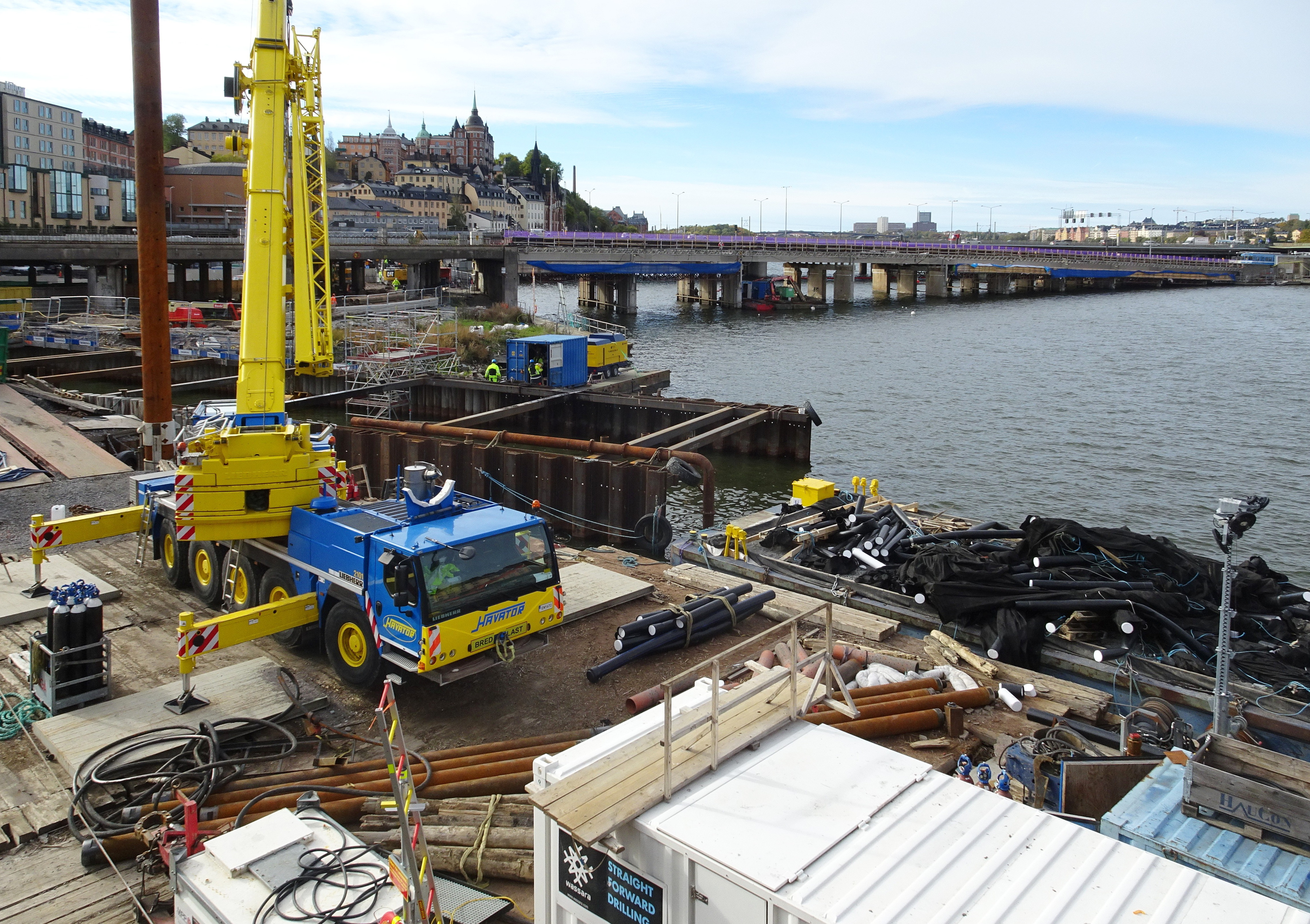
Pålningsarbeten utanför Söder Mälarstrand, oktober 2018.
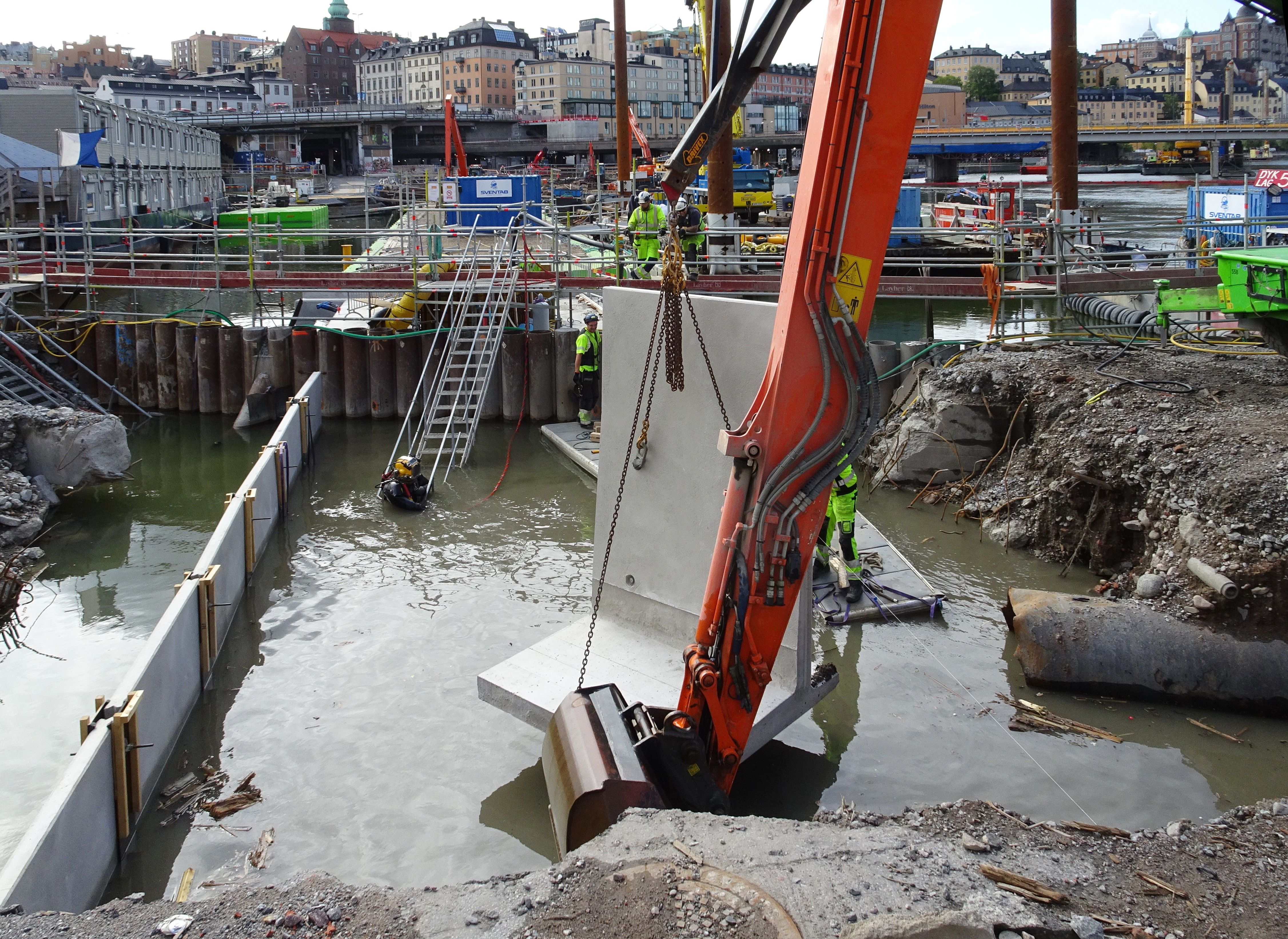
Arbeten vid Kornhamnstorg, september 2019.
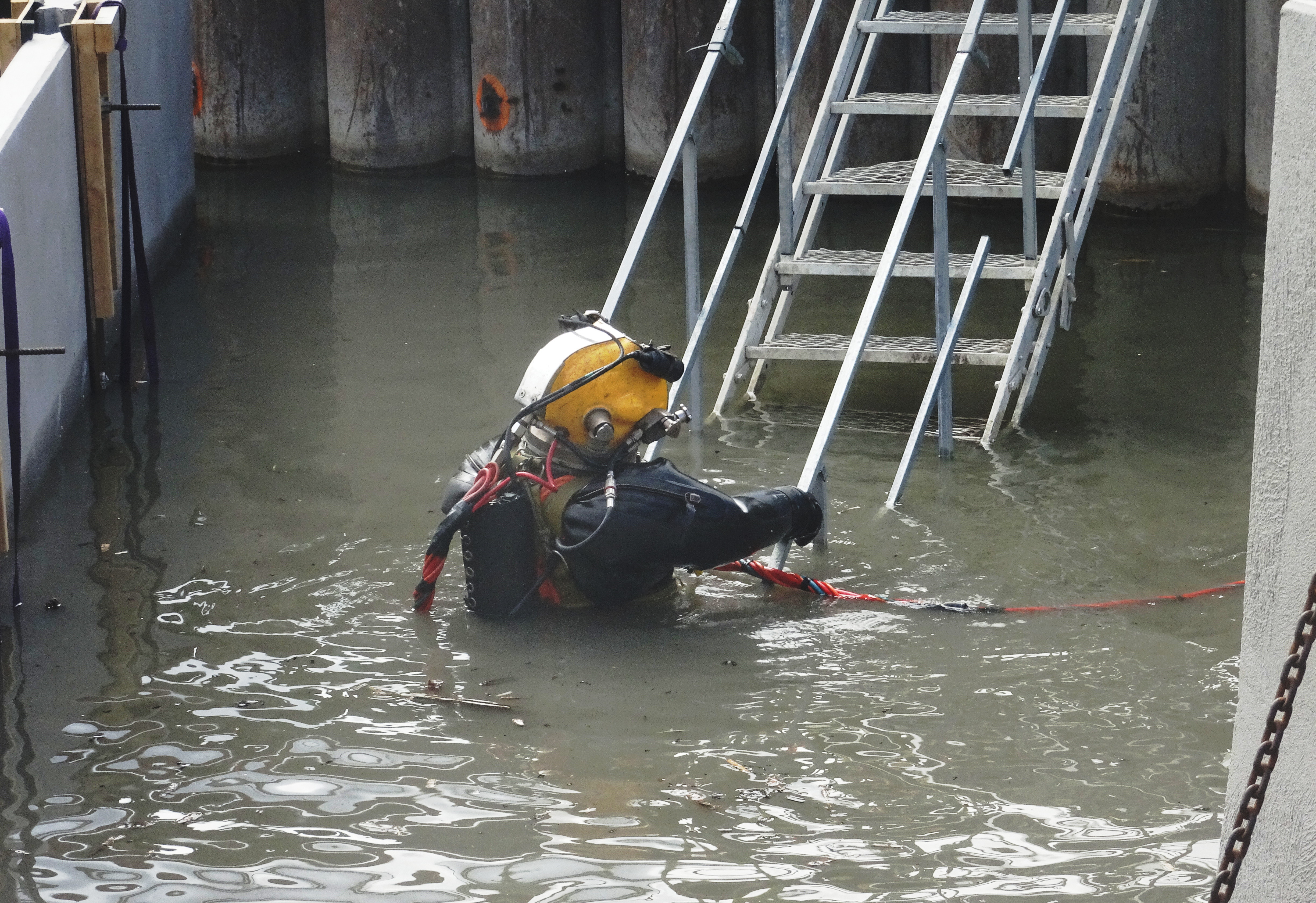
Dykare vid Kornhamnstorg, september 2019.
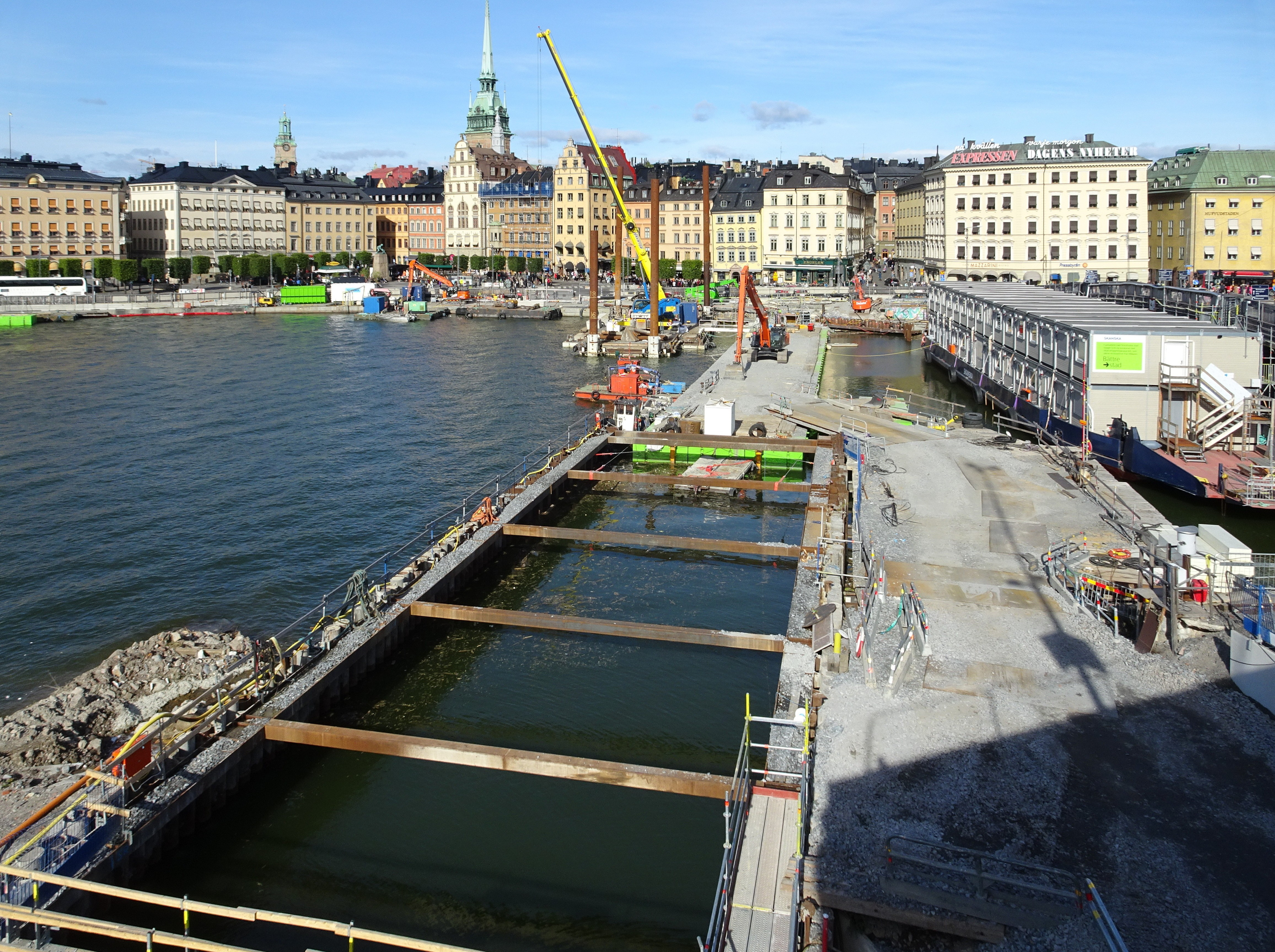
Vy från Slussen mot norr, september 2019.

Arbeten på Saltsjösidan och Södermalm
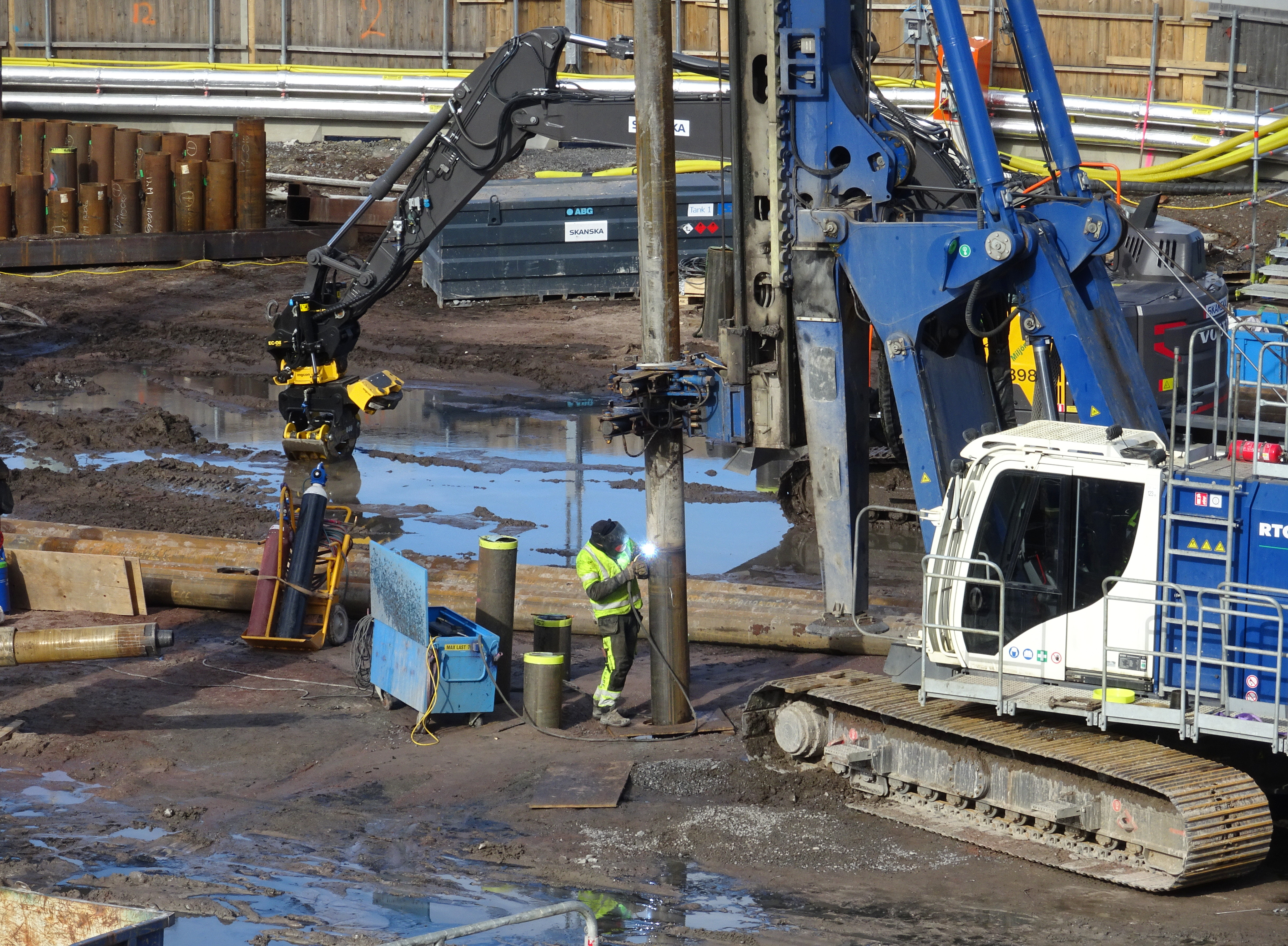
Pålningsarbeten (skarvning av stålpåle) för nya huvudbron, mars 2019.
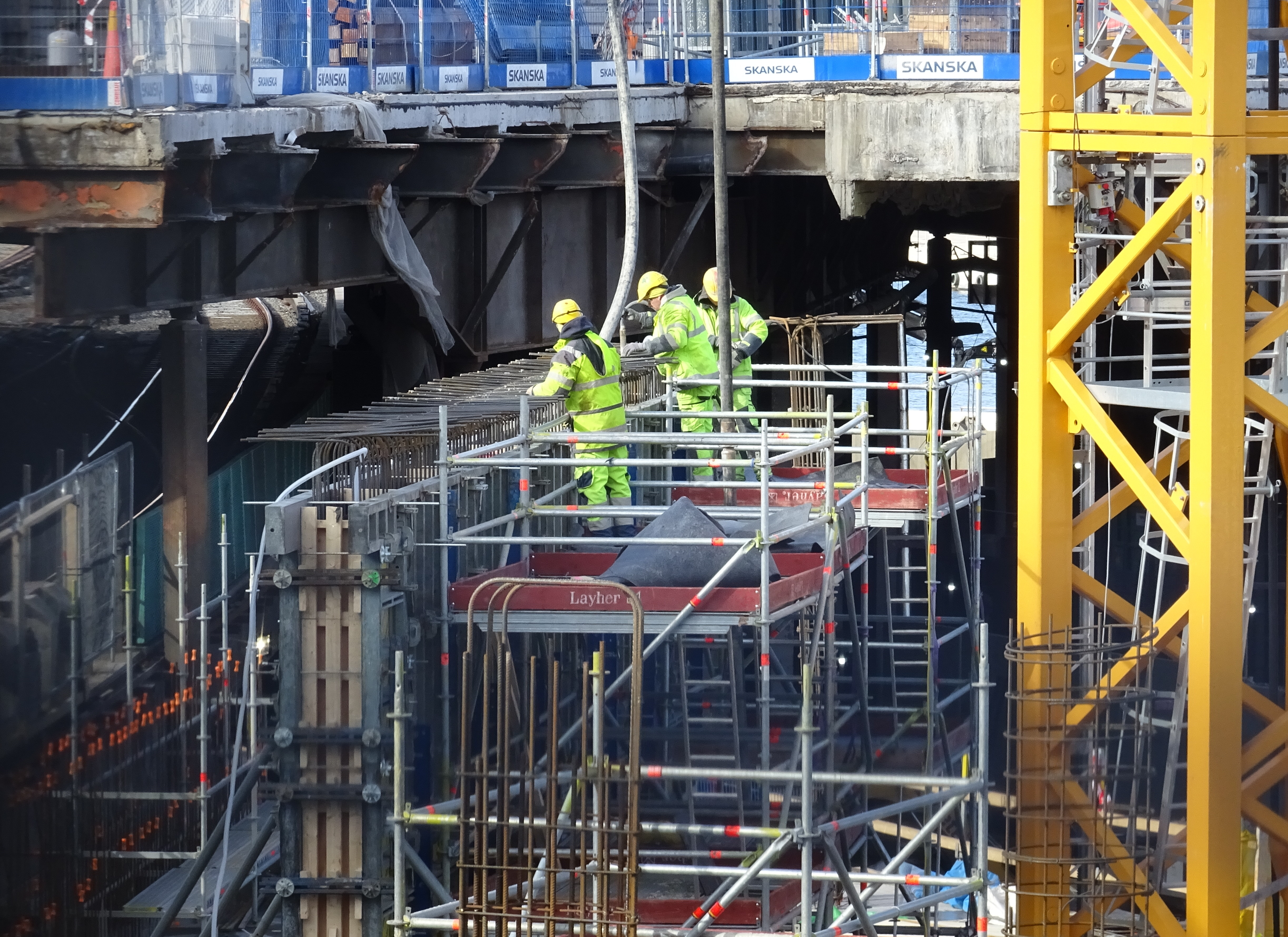
Gjutningsarbeten, mars 2019.
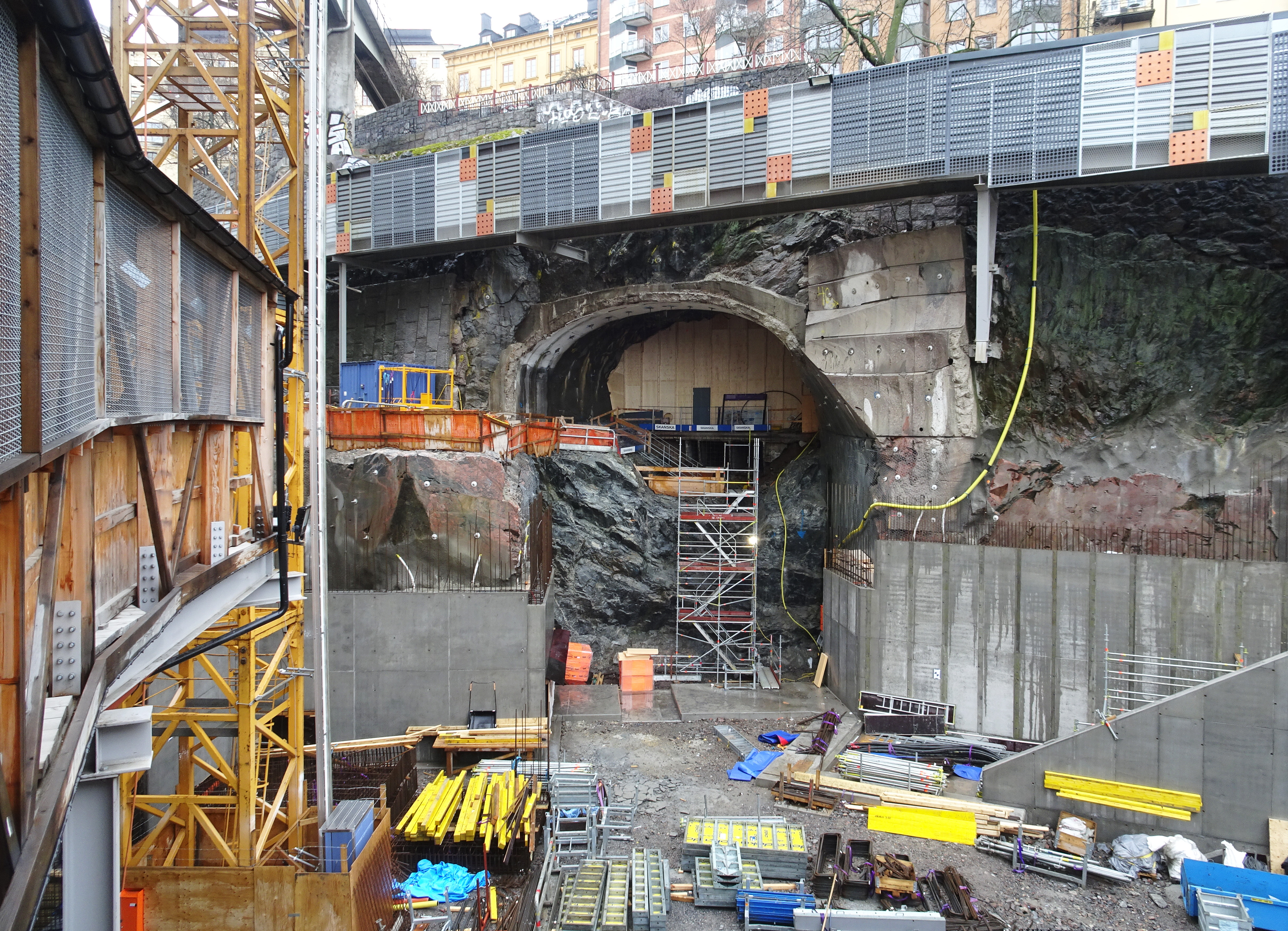
Arbeten framför Katarinagaraget, mars 2019.
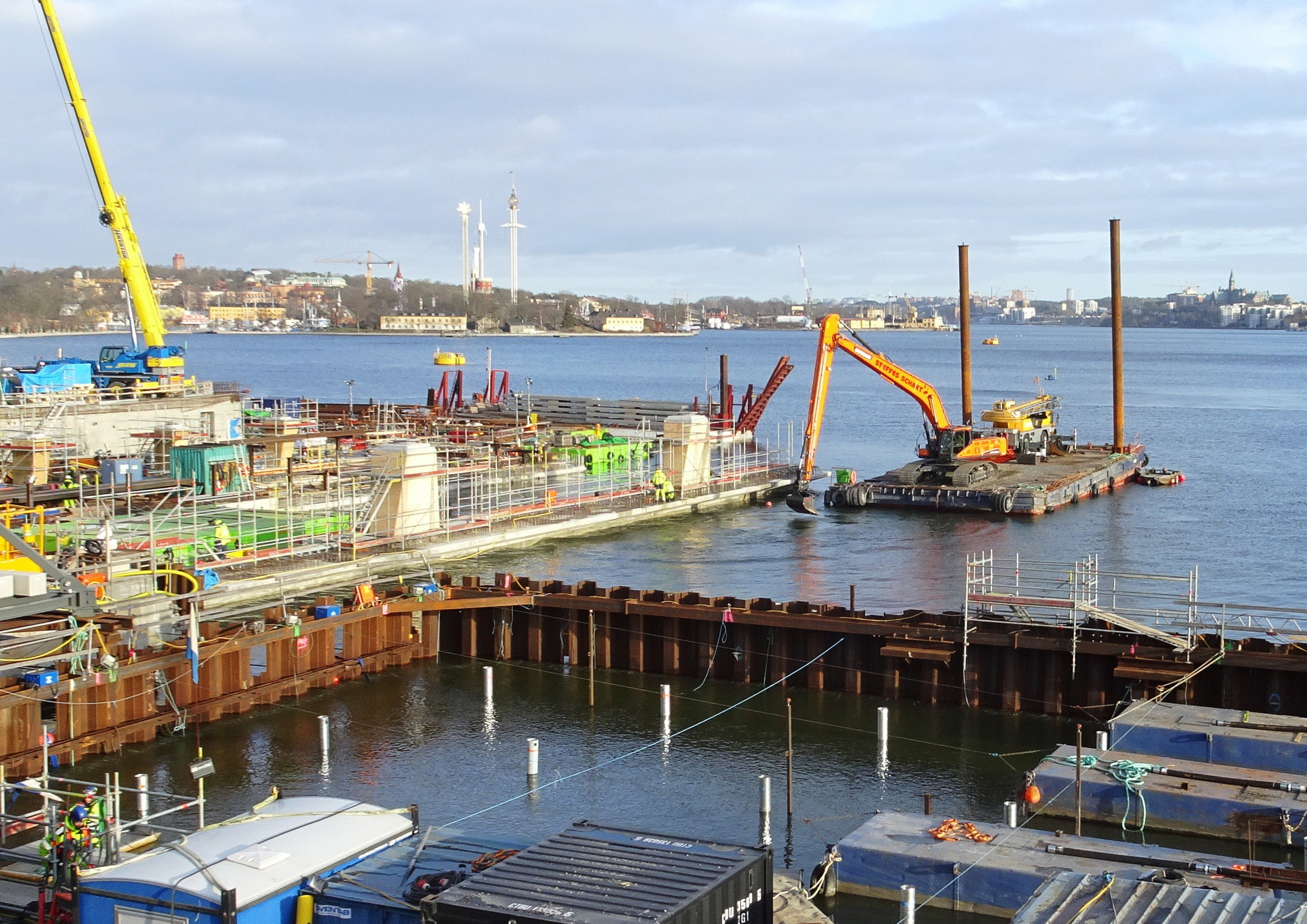
Arbeten med brofästen för Slussens nya huvudbro, februari 2020.

## Detaljplanehandlingar
- Detaljplan för Slussen: Planbeskrivning, laga kraft: 2013-09-27.
- Detaljplan för Slussen: Plankarta, laga kraft: 2013-09-27.
- Detaljplan för Slussen: Genomförandebeskrivning, laga kraft: 2013-09-27.
- Detaljplan för bussterminal vid Slussen: Planbeskrivning, laga kraft: 2018-05-04.
- Detaljplan för bussterminal vid Slussen: Plankarta (del 1), laga kraft: 2018-05-04.

## Andra dokument
- Svea Hovrätt: Mark- och miljööverdomstolens domslut av den 21 januari 2015.
- Granskning av projekt Slussen: Rapport från expertgruppen av den 31 januari 2015.
- Stockholms stad: Slussen. Gestaltningsprogram 2.0. Förutsättningar för fortsatt projektering. April 2016.